# Julieta Rosen
Julieta Ingrid Ramirez-Cabañas Rosenlind (Ciudad de México, 8 de noviembre de 1962), conocida como Julieta Rosen, es una actriz mexicana de cine, teatro y televisión que empezó su carrera haciendo obras de teatro como Fulgor y muerte con apenas 16 años de edad. Ha participado en novelas protagónicas como Cuando me enamoro.

## Biografía
Julieta también ha demostrado su versatilidad como conductora, actriz invitada y participó en el primer sitcom para el Mercado hispano en Estados Unidos, Viva Vegas en el cual muestra su faceta como comediante. Es también madrina de bautizo de Nathalie Haizea Dupont.

## Filmografía

### Telenovelas
- Amor de barrio (2015) - Blanca Estela Bernal de Madrigal
- El Talismán (2012) - Elvira Rivera Vda. de Nájera
- Cuando me enamoro (2010-2011) - Regina Soberón de Monterrubio
- Pecadora (2009) - Ámbar
- Vuélveme a querer (2009) - Valeria Montero
- Bajo las riendas del amor (2007) - Eloísa Rendón de Corcuera
- Mi vida eres tú (2006) - Ángela Borgia
- El amor no tiene precio (2005) - Coralia de Herrera / Elizabeth Alexander
- Infierno en el paraíso (1999) - Fernanda Prego de Valdivia / Francesca Paoli / Sra. Fiona
- Confidente de secundaria (1996) - Cristina
- La antorcha encendida (1996) - Manuela de Soto
- Madres egoístas (1991) - Raquel Rivas Cantú
- Encadenados (1988-1989) - Blanca
- Senda de gloria (1987) - Andrea Álvarez
- La traición (1984-1985) - Julia
- Un solo corazón (1983-1984) - Julieta
- La fiera (1983-1984) - Enfermera
- Bianca Vidal (1982-1983) - Enfermera

### Programas
- El Show de Julieta Rosen (2009-2010) - Conductora
- Amas de casa desesperadas (2008) - Regina Sotomayor
- Decisiones
- ¡Viva Vegas! (2000-2001) - Dolores "Lola" Vega
- Mujer, casos de la vida real (1995-1997)
  - Siempre existe la esperanza (1997)
  - Cuando existe el amor (1995)
- Viper (1996) - Vivica La Paz
- Ibero América  Hoy (1992) - Conductora
- Hora marcada (1989) - Marisa

### Cine
- La máscara del Zorro (1998) - Esperanza de la Vega
- Blanco perfecto (1997) - Isabela Santiago Casillas
- Windrunner (1994)
- Amor a la medida (1993) - María Elena
- Colmillos, el hombre lobo (1993) - Tara
- Al filo del terror (1992) - Diana Lee
- Mi querido viejo (1991) - María Luisa
- Yo soy la ley (1991)
- Ruleta sangrienta (1991)
- El Rostro de la Muerte (1990)
- Siete en la mira 4 (1990)
- Crimen en presidio (1990)
- Orgia de terror (1990)
- El judicial 2 (1985)
- El rey de la vecindad (1985) -  Juanita
- Enemigos a muerte (1985) - Gaby
- Contrato de la muerte (1985) - Estela
- Acorralado (1984) - Aurora
- Matar o morir (1984) - Rosalba
- Dune (1984) - Doncella
- Preparatoria (1983)
- Dias de combate (1982) - Marina

## Premios y nominaciones

### Premios TVyNovelas
| Año  | Categoría                | Telenovela      | Resultado |
| ---- | ------------------------ | --------------- | --------- |
| 1989 | Mejor actriz joven       | Encadenados     | Nominada  |
| 1988 | Mejor actriz protagónica | Senda de gloria | Nominada  |